# Костанок
Костанок — река в России, протекает в Александровском районе Пермского края. Левый приток реки Чаньва (устье находится примерно в 31 км по левому берегу). Длина реки составляет 17 км.
Исток реки на отрогах Среднего Урала в лесном массиве в 13 км к северо-востоку от города Александровск. Генеральное направление течения — север. Всё течение проходит по ненаселённой холмистой тайге, характер течения — горный. Впадает в Чаньву в урочище Кашинские Луга в 5 км к юго-западу от посёлка Скопкортная.

## Данные водного реестра
По данным государственного водного реестра России относится к Камскому бассейновому округу, водохозяйственный участок реки — Кама от города Березники до Камского гидроузла, без реки Косьва (от истока до Широковского гидроузла), Чусовая и Сылва, речной подбассейн реки — бассейны притоков Камы до впадения Белой. Речной бассейн реки — Кама.
По данным геоинформационной системы водохозяйственного районирования территории РФ, подготовленной Федеральным агентством водных ресурсов:
- Код водного объекта в государственном водном реестре — 10010100912111100007208
- Код по гидрологической изученности (ГИ) — 111100720
- Код бассейна — 10.01.01.009
- Номер тома по ГИ — 11
- Выпуск по ГИ — 1